# Amparo Menéndez-Carrión
Amparo Menéndez-Carrión   (1949) (nascuda a l'Uruguai i naturalitzada equatoriana) és escriptora i erudita especialitzada en política comparada i estudis llatinoamericans. Va obtenir la llicenciatura en ciències polítiques a la Universitat de Minnesota i el doctorat en Relacions Internacionals i Política Comparada a The Johns Hopkins University School of Advanced International Studies.
Va ser directora general de la Facultat Llatinoamericana de Ciències Socials de l'Equador per dos mandats consecutius (1987-1995). El seu llibre La Conquista del Voto en Ecuador (1986) va ser declarat pels seus companys «Millor llibre de l'any a les ciències socials». El seu llibre més recent Memorias de Ciudadanía. Los Avatares de una Polis Golpeada. La Experiencia Uruguaya, Montevideo (2015) va ser el premi Bartolome Hidalgo del llibre de no-ficció del 2016 a l'Uruguai.
Ha donat classes a tot Amèrica i Europa, i ha estat consultora d'organitzacions i fundacions internacionals (PNUD, UNESCO, OIT, Fundació Ford, entre d'altres).

## Carrera acadèmica i investigació
A l'Equador, va ser professora de Relacions Internacionals i directora general de la Facultat Llatinoamericana de Ciències Socials (FLACSO) Equador per dos mandats consecutius (1987-1991 i 1991-1995). A Xile va ser professora de Política Comparada a l'Escola de Llicenciat en Estudis Internacionals de la Universitat de Xile i a l'Escola Superior de Ciències Polítiques. A Suècia, va ser professora visitant distingida del Programa de Doctorat en Ciències Polítiques de la Universitat de Göteborg. Entre altres professors visitant als Estats Units, va ser la càtedra distingida Hubert H. Humphrey d'Estudis internacionals al Macalester College (2000-2004).
Les seves primeres investigacions es van centrar en l'regió andina i, més recentment, en el Con Sud i les transformacions de l'espai públic i la ciutadania en la nova era global. Ha publicat deu llibres com autora o coautora, editora o coeditora i més de seixanta capítols i articles en volums col·lectius i revistes professionals internacionals. El seu primer llibre, La Conquista del Voto en Ecuador (Quito, FLACSO-CEN, 1986) va ser declarat pels seus companys «Millor llibre de l'any a les ciències socials» (desembre de 1986). El 2007 es va publicar una antologia de la seva obra (Repensar la Polis: del clientelismo al espacio público, Montevideo: CLAEH, 2007). El seu llibre més recent (Memorias de Ciudadanía. Los Avatares de una Polis Golpeada. La Experiencia Uruguaya, Montevideo: Fin de Siglo, tres volums, 2015) és el resultat d'un important projecte de recerca sobre la qüestió de la ciutadania i l'espai públic (amb l'Uruguai com a estudi de cas) es va dur a terme com a Senior Visiting Fellow dels centres: Centre Llatinoamericà d'Economia Humana (CLAEH) de Montevideo.

## Premis
Entre els agraïments a les seves aportacions professionals es destaquen:
- El 1995, el Diàleg Interamericà (Washington, D.C.) la va convidar a unir-se al «Fòrum de Dones Líder de l'Hemisferi Occidental».
- L'agost de 2008, la presidenta Michelle Bachelet la va convertir en la destinatària de l'Ordre de Bernardo O'Higgins amb el rang de Comendador, el màxim premi de Xile per a ciutadans estrangers.
- El 1r d'octubre de 2016, la seva trilogia publicada va ser reconeguda com a «Millor llibre de l'any» (categoria: història) per un jurat de companys convocat per la Cambra Uruguaia del Llibre (Cambra d'Editors i Distribuïdors de Llibres d'Uruguai), convertint-la en la destinatari del «Premi Bartolomé Hidalgo 2016», premi principal de l'Uruguai a autors nacionals.

## Selecció d'obres publicades
- Memorias de Ciudadanía: Avatares de una Polis Golpeada.
- Revisiting the Polis amidst shifting sands. The places and spaces of citizenship and the public in the new global era.
- La Conquista del Voto: De Velasco a Roldos.
- Violencia en la Region Andina: El Caso de Ecuador.
- Ecuador: La Democracia Esquiva.
- La democracia en el Ecuador: desafíos, dilemmas y perspectivas.
- El lugar de la ciudadanía en los entornos de hoy: Una mirada desde américa Latina.

## Música
Menéndez-Carrión combina les seves activitats acadèmiques amb les Arts escèniques. Al setembre de 2018 va actuar com a solista de piano a la primera actuació a l'Equador del Concert per a piano en fa de George Gershwin, dirigit pel mestre Álvaro Manzano i l'Orquestra Sinfònica Nacional de l'Equador.
Al novembre de 2014 es va unir amb el violinista japonès Kazuhiro Takagi (concertino de l'Orquestra Simfònica de Cambra de Dallas) per oferir una vetllada de música de cambra a la Sala Temorial de Tòquio.
Els ingressos de Forever Gaia van beneficiar dues organitzacions sense ànim de lucre (moreTrees i The Tohoku Youth Orchestra) presidides pel reconegut compositor, director d'orquestra, intèrpret, actor de cinema i activista de la pau japonès Ryūichi Sakamoto. Forever Gaia II (15 de desembre de 2016) va marcar la seva segona actuació a Suntory Hall, juntament amb el mestre de concerts Takagi. Tots els ingressos van beneficiar els esforços de reconstrucció de l'arquitecte-humanitari Shigeru Ban i la xarxa de voluntaris d'arquitectes de l'Equador per a les zones afectades pels terratrèmols a l'abril del 2016.
La seva primera composició per a piano va ser un encàrrec del cineasta argentí Lalo Gargano i apareix a 34, una producció de cinema independent japonès / argentí (2015).